# Mizse család
IV. (Kun) László királyt 1290-ben Árbóc, Törtel és Kemese kun főurak meggyilkolták.
Mizse nádor bosszúlta meg a gyilkosságot. Mizséről 1291-ben, majd 1295-ben hallunk utoljára, aki ekkor már Tolna és Bodrog főispánja. Mizse testvére Hejza, és Mizse két fia Jakab és Ejzeh, még Bodrog-megyében egy Tót nevű falu birtokvitájába is keveredtett. A Mizsei név ezután - érdekesen - Heves-megyében fordul elő, főleg jász birtokosok örökösödés - vagy birtokperei kapcsán.a 14. század folyamán. Itt Alattyán és Jásztelek között ismert Mizse puszta neve is. A név a következő évszázadban bukkan fel oklevelekben pontosan Pest-megye területén, Kecskemét szomszédságában (Mizse, Mizseszállás, Mizseszék). A Mizse/Mizsei névvel Pálóczi László országbíró 1465-ös értesítésében találkozunk. Ebben a Cegléd és Nagykőrös közötti határvillongás kihallgatására idézettek között Mizse nevezetű György és Márton karai kunok (Georgio et Martino dictis Misse Comanis de kara) szerepelnek. A latin értelmezés utalhat karai kunokra, kiknek neve Mizsei Márton és György. Ám lehet értelmezni úgy is, hogy a Karán élő Mizséről származó kun György és Márton. A Mizse név etimológiája nem teljesen tisztázott, kun eredetét többen elfogadják. Lehetséges a tatár "miser", "mizsér" (Mişer, Mishar) törzs esetleges kapcsolatát a kun Mizse névvel is érvként felhozni. A 15. században Szegeden bukkannak Mizsér nevűek. Ugyanakkor a két - jászsági és kiskunsági - Mizse közti kapcsolatra eddig bizonyíték nem bukkant fel. Mizse vagy Kunmizse, a szomszédos Lajos vagy Kunlajos faluval együtt az 1593-as téli hadjáratig lakott volt. A két falu családnevei közt sem Mizse sem pedig a Mizsei nem szerepel. A Mizsei név a jászsági/jászberényi összeírásokban folyamatos a 17. század végétől. A jászberényiek az 1740-es években szerezték (váltották) meg Lajos és Mizse pusztát, és Bene felét, melyek összeolvadásából 1877-ben létesült a mai Lajosmizse. A szájhagyomány ellenére - amely eredetét Szűcs Jenő és Gyárfás István munkáiban kereshetjük – a település és a 13. századi Mizse nádor kapcsolatát eddig még nem sikerült bizonyítani.  